# Związek Narodu Polskiego (1888)
Związek Narodu Polskiego – organizacja powołana w Galicji w 1888 roku w wyniku zabiegów wojskowych kręgów austriackich, widzących w społeczeństwie polskim środek dywersji przeciwko Rosji. Założony przez Wacława Koszczyca i Karola Widmana. 
Według odezwy z 1888 roku związek miał przygotować patrjotyczną akcję na wypadek wybuchu wojny w dziedzinie b. Rzeczypospolitej Polskiej, zjednoczyć i zorganizować siły narodowe polskie i wytworzyć aparat państwowy dla ziem polskich, które w razie wojny muszą stanowić Jednolitą całość. 